# Porto de São Francisco
Porto de São Francisco är en vik i Kap Verde.   Den ligger i kommunen Praia, i den södra delen av landet, 6 km nordost om huvudstaden Praia. Porto de São Francisco ligger på ön Santiago.
Omgivningarna runt Porto de São Francisco är en mosaik av jordbruksmark och naturlig växtlighet.